# Glenn Hart
Pour les articles homonymes, voir Hart.
Glenn Hart est un homme politique (yukonnais) canadien. Il est un ancien député qui représente de la circonscription de Riverdale Sud  à l'Assemblée législative du Yukon de 2002 à 2011. Il est membre du Parti du Yukon.
Lors de l'élection yukonnaise du 11 octobre 2011, il fut défait par le néo-démocrate Jan Stick.